# Партизанский проспект (Минск)

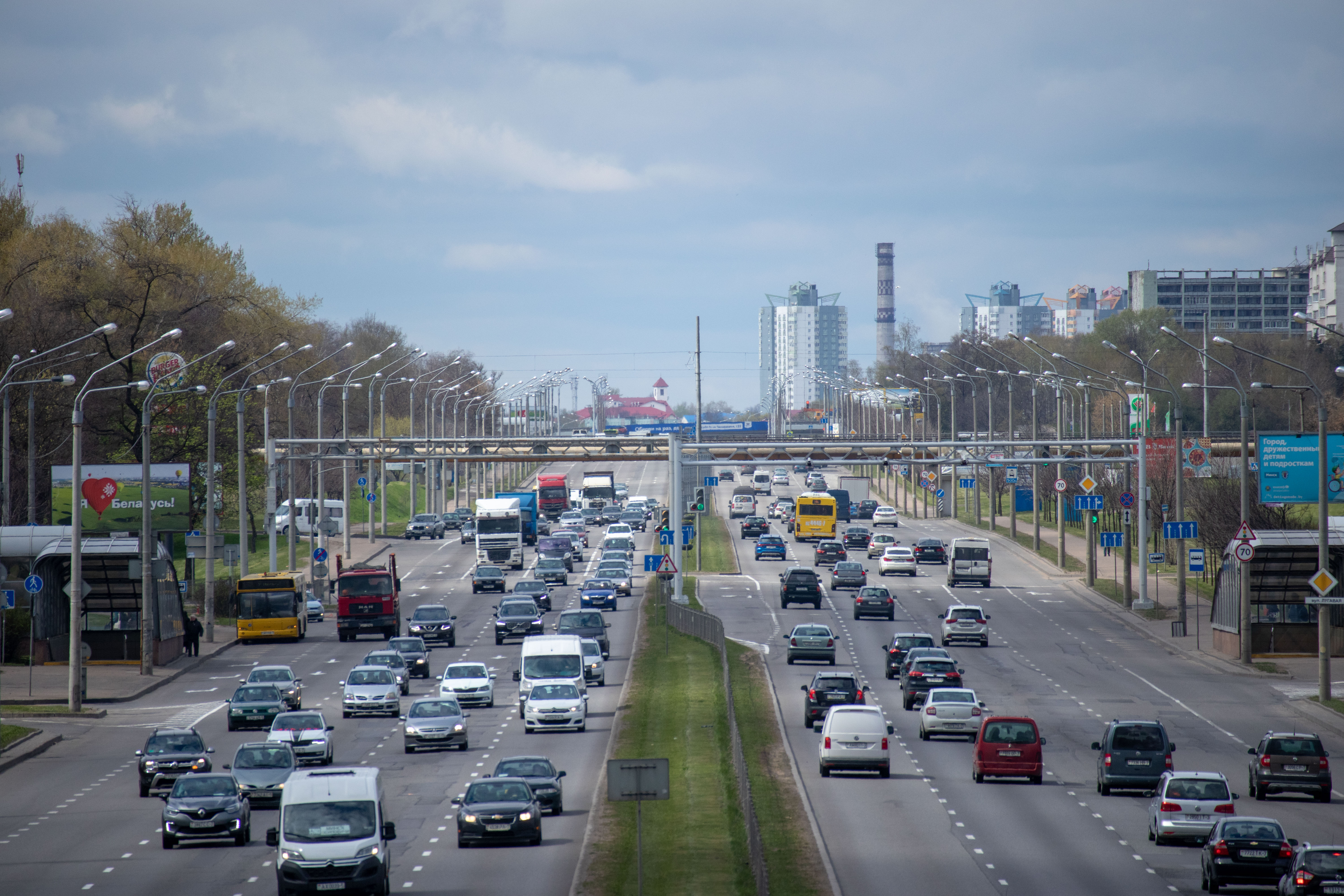
Вид на конечный участок проспекта, переходящий в автомагистраль М4, в сторону центра города

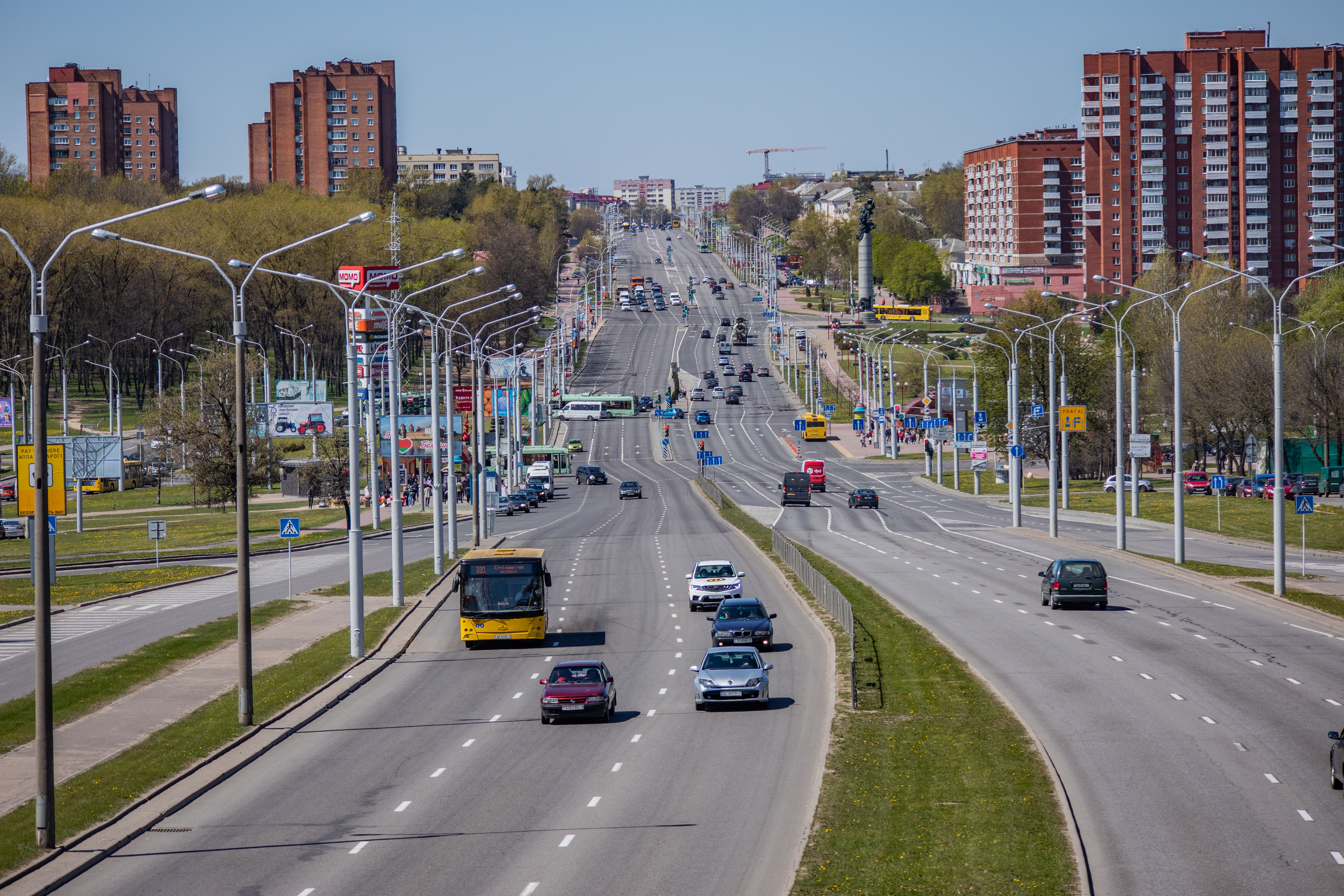
Вид на проспект в сторону центра города у станции метро «Могилёвская»

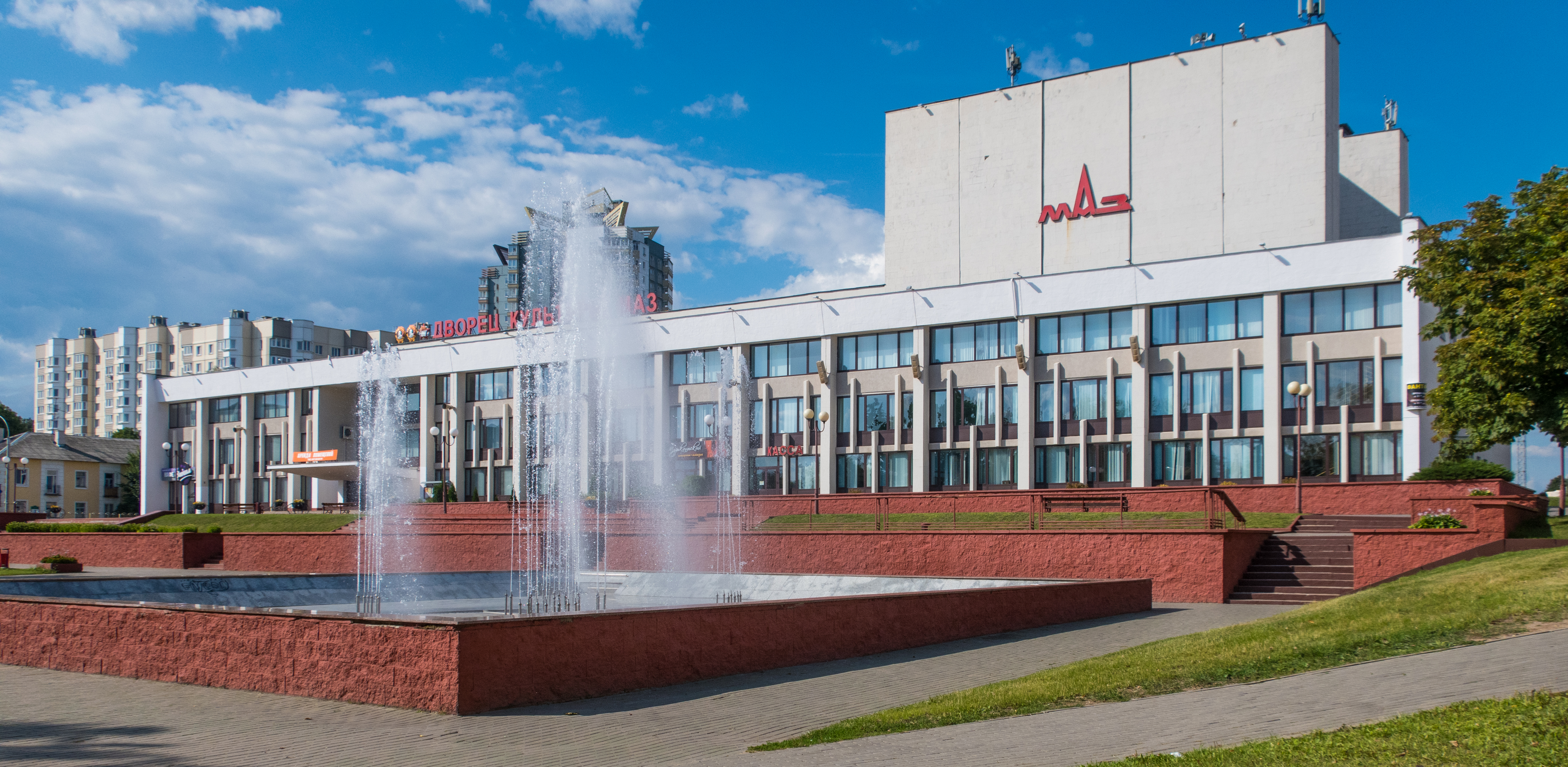
ДК Минского автозавода

Партизанский проспект (бел. Партызанскі праспект) — главная транспортная артерия юго-восточной части Минска. Располагается в Ленинском и Заводском районах (на отрезке между улицами Олега Кошевого и Ванеева нечетная сторона застройки относится к Партизанскому району).

## История
Долгое время юго-восточная часть Минска, через которую проходит проспект, была слабо заселена. Через лесистую местность (урочище Три Корчмы) проходила просёлочная дорога, лишь в начале 1930-х годов построено новое Могилёвское шоссе. До этого основной дорогой на юго-восток был Игуменский тракт (современная улица Маяковского) на правом берегу Свислочи. В конце 1940-х начали застраиваться окрестности автомобильного завода, в начале 1950-х годов — посёлок велозавода и отрезок проспекта от улицы Плеханова до улицы Кабушкина. В 1970-е годы по единому плану был застроен отрезок между улицами Ванеева и Плеханова.

## Общие сведения
Проспект начинается в центральной части города и является продолжением улицы Аранской. Окончание проспекта возле границы города переходит в Могилёвское шоссе (Магистраль М4), ведущее на Могилёв и Гомель. До 27 июня 1968 года проспект носил название Могилёвского шоссе Архивная копия от 4 марта 2016 на Wayback Machine на всём своём протяжении.
На проспекте расположены завод точного машиностроения «Планар», завод «Электронмаш», Министерство промышленности Республики Беларусь, Минский мотоциклетно-велосипедный завод, Национальный статистический комитет Республики Беларусь, Научно-исследовательский и проектно-технологический институт информатизации в непроизводственной сфере, Белорусский государственный экономический университет, Колледж Бизнеса и Права, Институт повышения квалификации и переподготовки кадров Министерства образования Республики Беларусь, гостиница «Турист», универсальный магазин «Беларусь» (долгие годы крупнейший в городе), Минский хлебозавод №3, Минский рессорный завод (филиал ОАО МАЗ), ДК Минского автомобильного завода, Минский завод колёсных тягачей, ТЦ «МОМО», Белорусский научно-исследовательский и конструкторско-технологический институт мясной и молочной промышленности, Минский городской молочный завод №2, гипермаркет «Green». Застройка проспекта относится в основном к концу 1940-х — 1980-м.

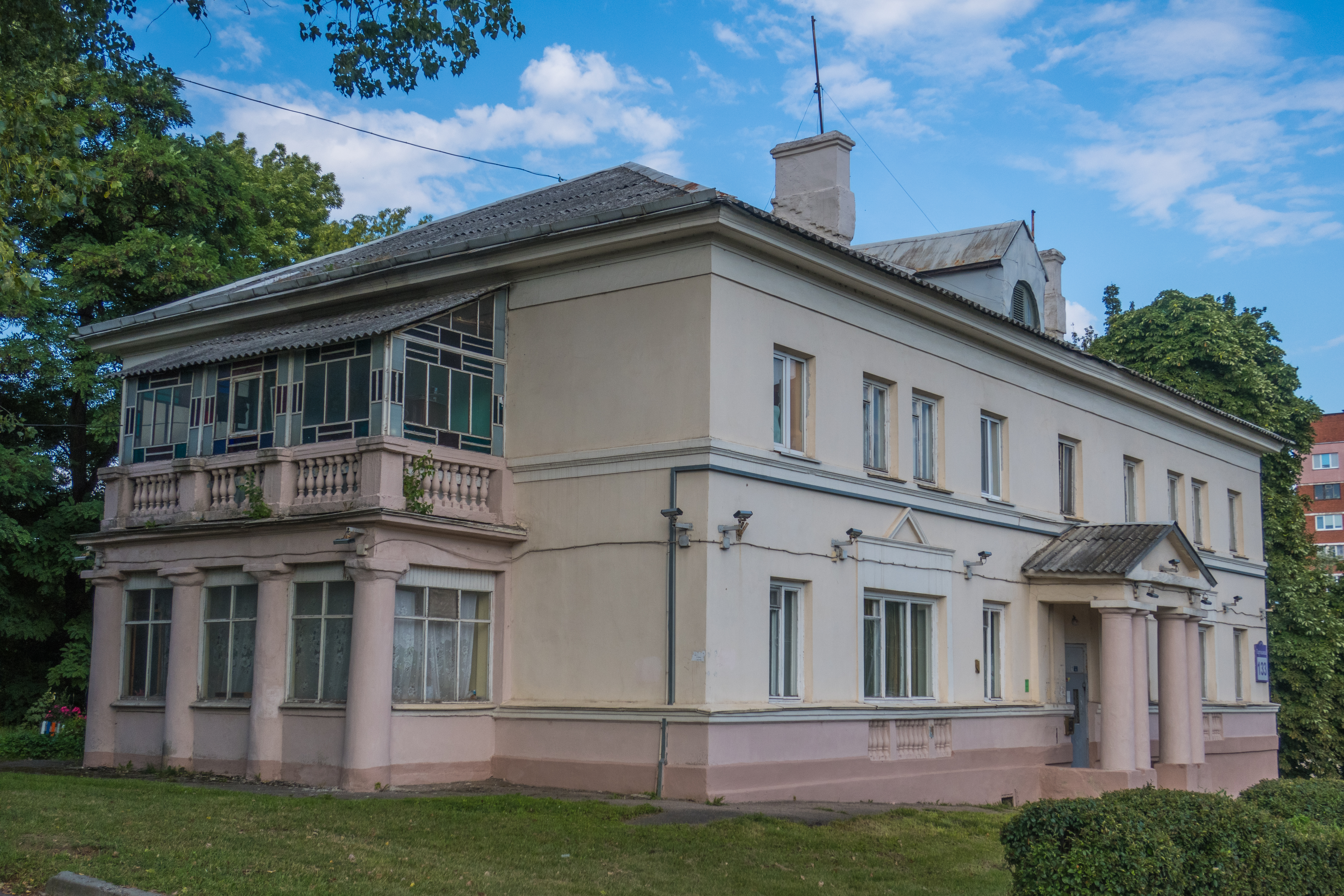
Дом 1940-х — начала 1950-х годов (участок от улицы Котовского до улицы Варвашени)
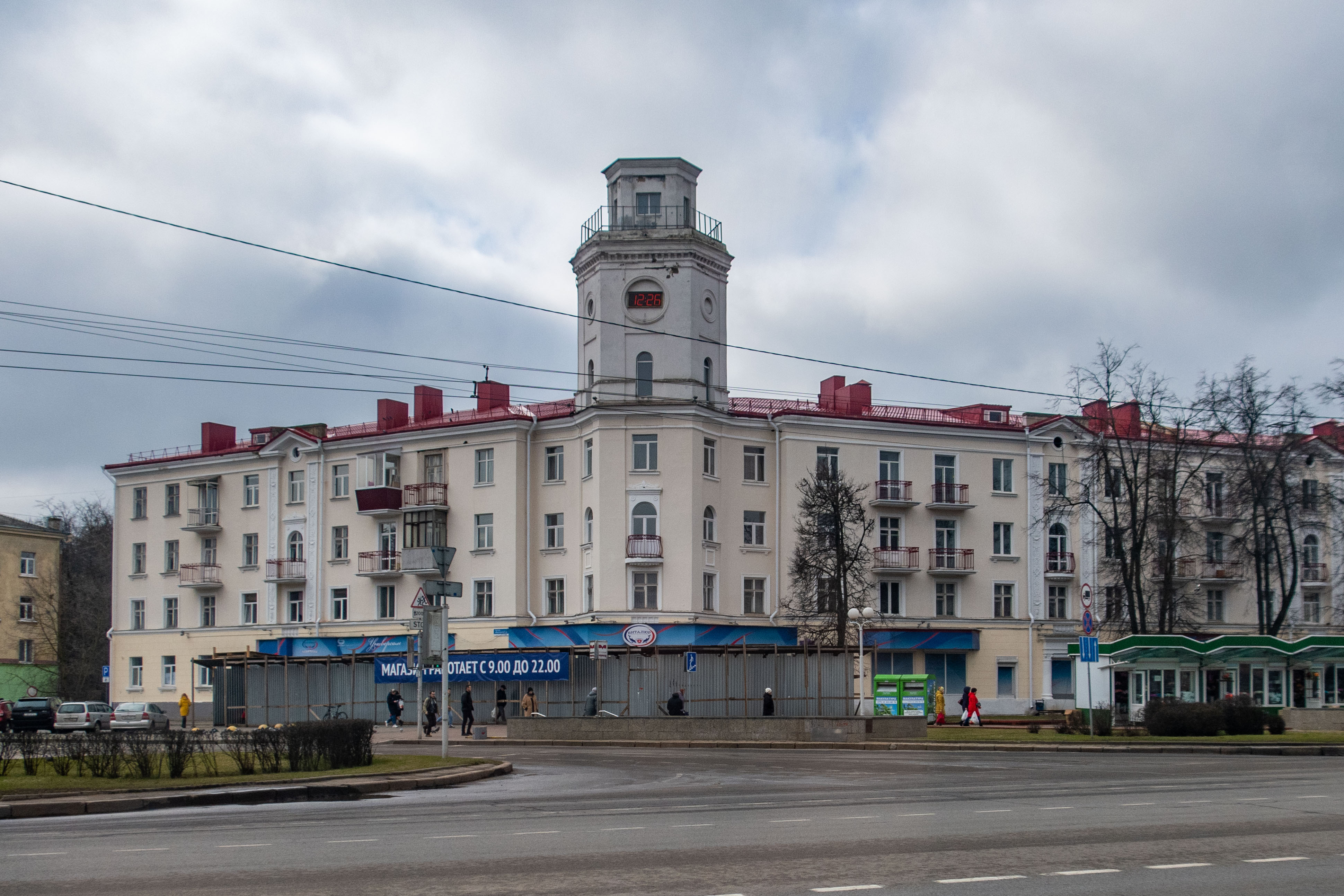
Застройка первой половины 1950-х годов (район метро «Автозаводская»)
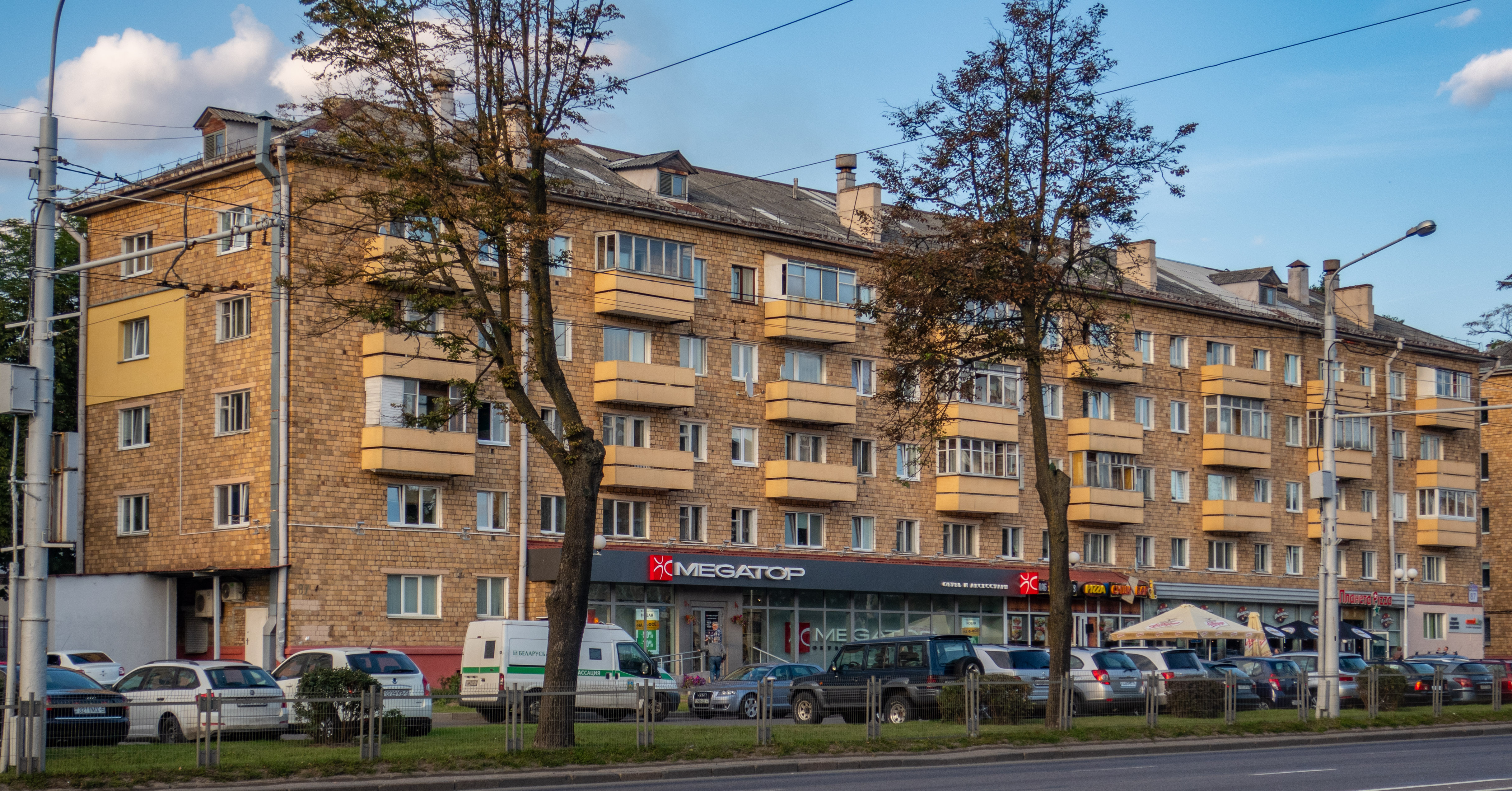
Дом конца 1950-х — начала 1960-х годов (район метро «Партизанская»)
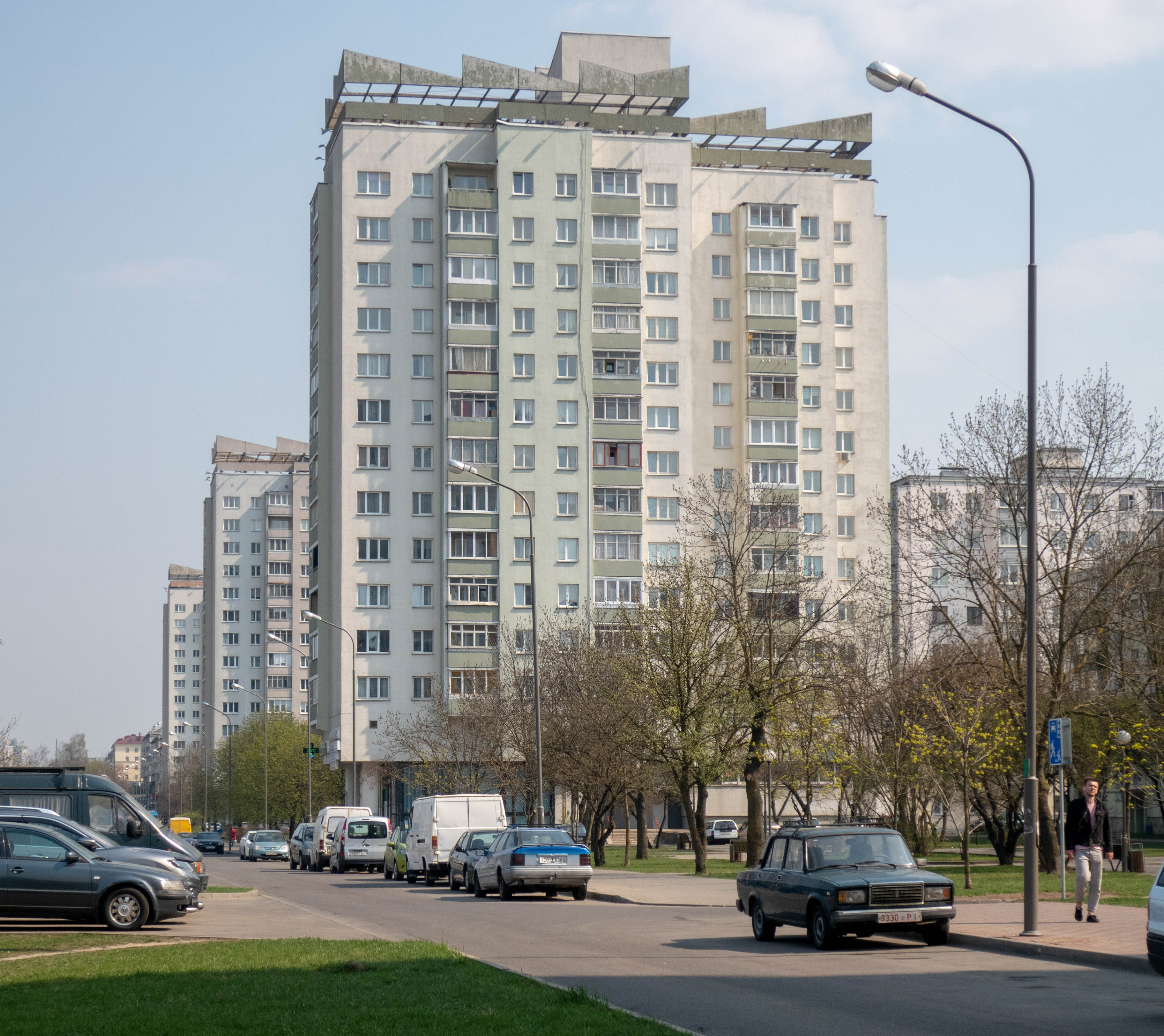
Застройка 1970-х годов (площадь Ванеева)
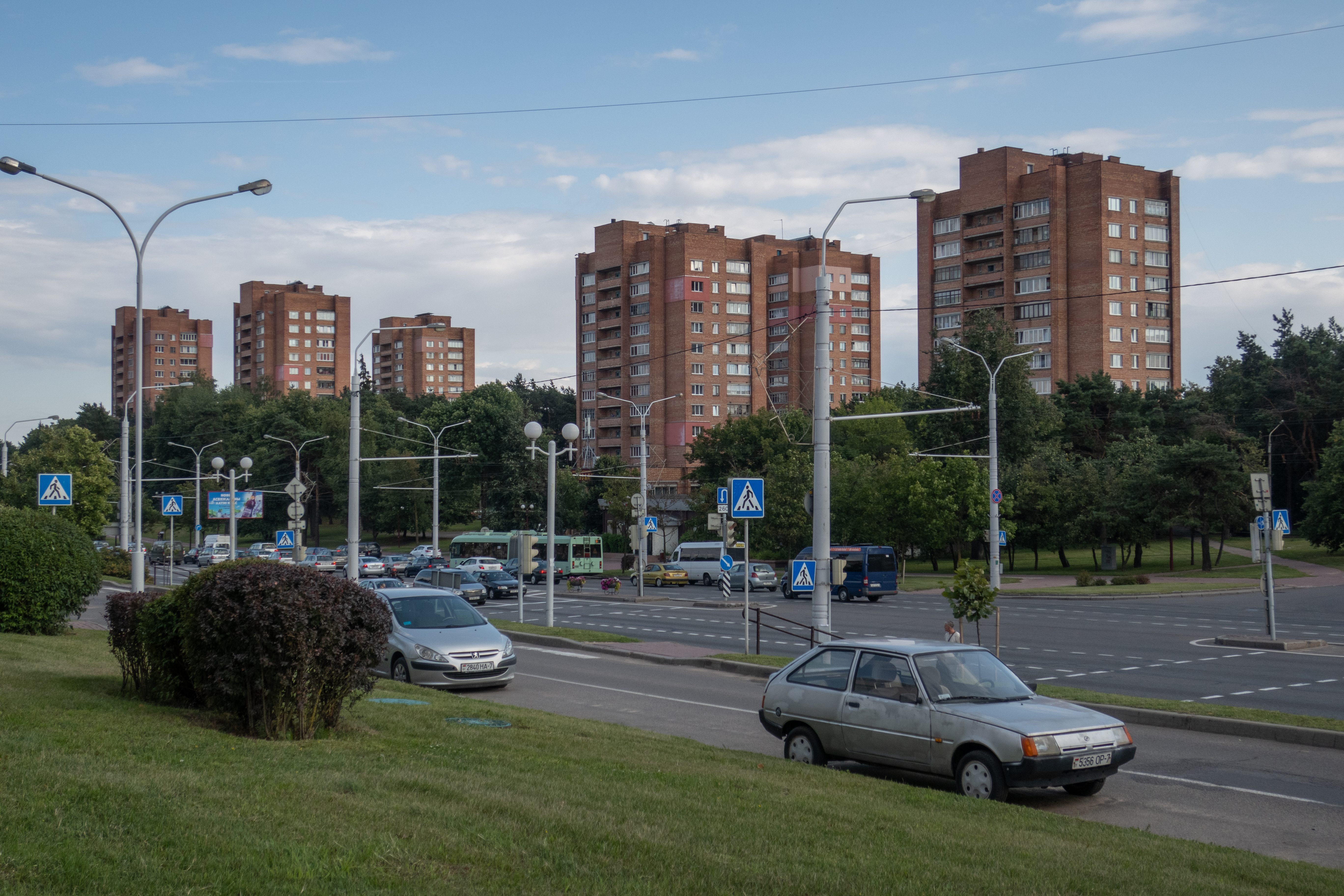
Застройка 1980-х годов

## Транспорт
Проспект пересекается с несколькими десятками улиц, среди которых важнейшие — Ленина (в самом начале проспекта), Олега Кошевого, Ванеева, Плеханова, Радиальная, Кабушкина, Ангарская, Селицкого. Кроме того, проспект пересекается с Минской кольцевой автомобильной дорогой и имеет с ней развязку.
По большей части проспекта осуществляется автобусное и троллейбусное сообщение. Станции метро Партизанская, Автозаводская и Могилёвская имеют выход на проспект. Также недалеко от начала проспекта располагается станция метро Пролетарская.
На разных участках проспекта курсируют:
- Автобусы 9, 9д, 14, 16, 21, 22, 43, 58, 59, 61, 66, 70, 72, 72д, 79, 79д, 87с, 93, 94с, 98с, 110, 110а, 110б, 110в, 110г, 110д, 111, 111д, 112, 112с, 148с[2];
- Троллейбусы 3, 3д, 16, 17, 19, 20, 23, 30, 34, 36, 49, 50, 59, 67[2];
- По улицам, пересекающим проспект, также курсируют троллейбусы 15, 24, 35, 41, 41д и 60 и все трамваи, идущие в Серебрянку.